# Dampflokwerk Meiningen

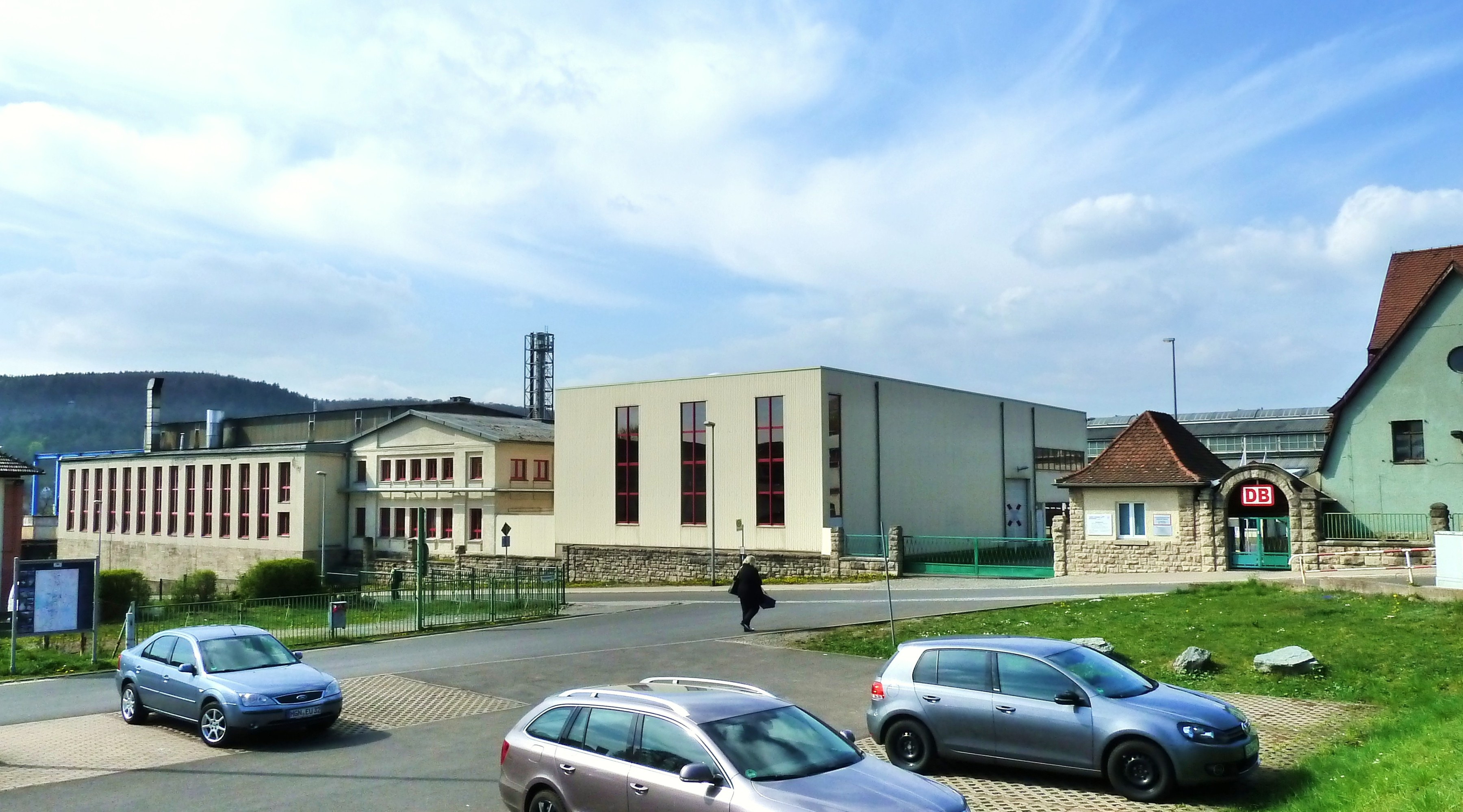
Blick zum Haupteingang sowie Hochregallager und Anheizhaus

Das Dampflokwerk Meiningen ist ein Werk der DB Fahrzeuginstandhaltung GmbH, eines Tochterunternehmens der Deutschen Bahn AG, mit Standort in der südthüringischen Kreisstadt Meiningen.
Das Werk ist das letzte große Instandhaltungswerk für Dampflokomotiven im westlichen Europa. Zum Leistungsumfang gehören weiter die Instandhaltung und Aufbereitung von historischen Reisezugwagen, Elloks und Diesellokomotiven, der Neubau einzelner Dampflokomotiven und Dampflokomotivkessel sowie die Fertigung und Instandhaltung moderner Schneeräumtechnik. Zu den Kunden des Werkes gehören heute Eisenbahnmuseen und Museumsbahnen in ganz Europa und Australien.

## Geschichte

### Betriebs- und Hauptwerkstätte

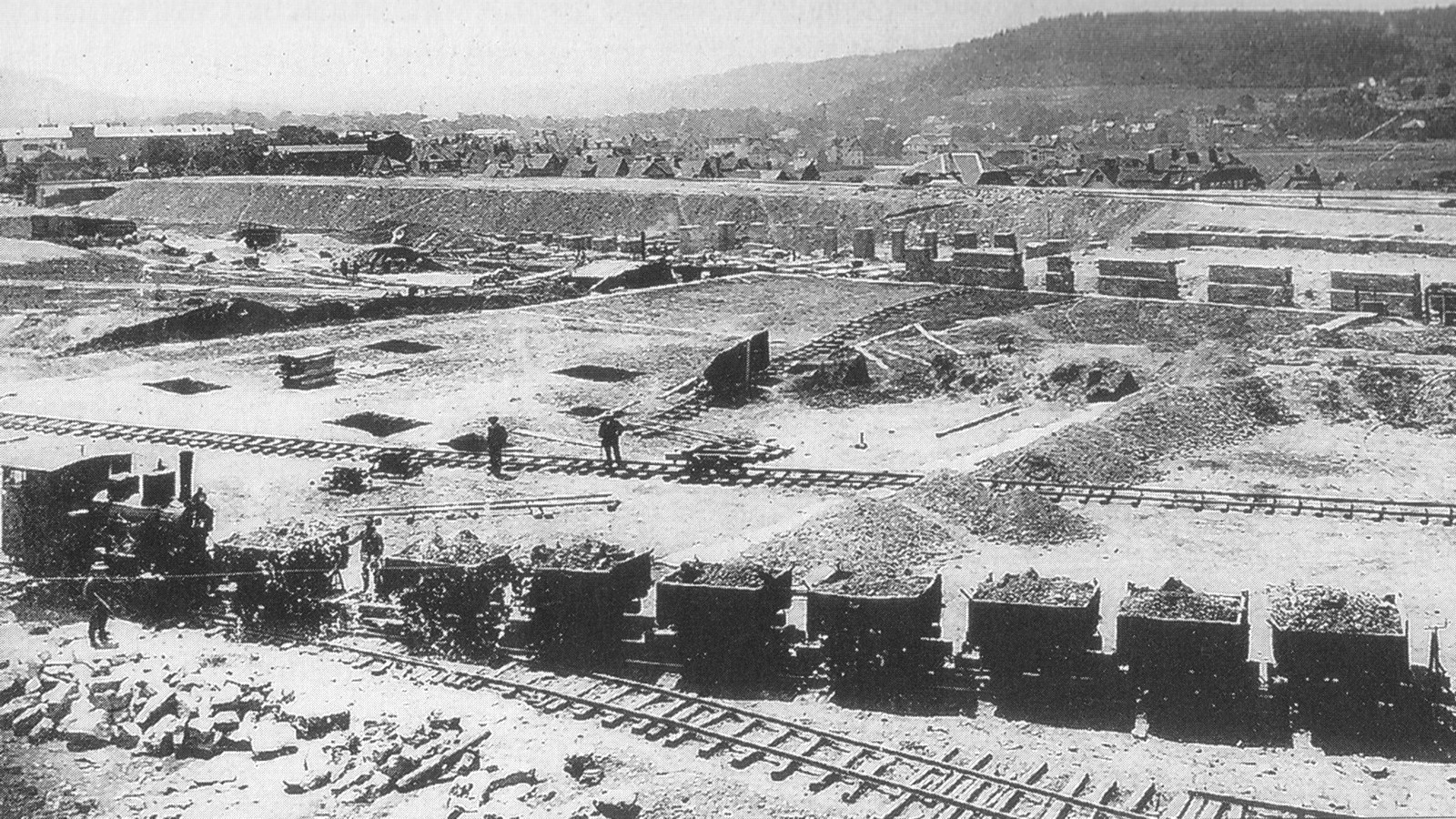
Großbaustelle für die Hauptwerkstätte kurz nach dem ersten Spatenstich 1910

1863 ließ die Werra-Eisenbahn-Gesellschaft, 1858 Erbauer und bis 1895 Betreiber der Werrabahn, für ihren Fahrzeugpark gegenüber dem Meininger Bahnhof an Stelle der Lokomotivremise eine Betriebswerkstätte (heute Bahnbetriebswerk Meiningen) errichten. Diese wandelte der neue Betreiber Preußische Staatseisenbahnen 1902 zu einer Hauptwerkstätte um. Bald wurde die Hauptwerkstätte zu klein und man begann 1908 mit den Planungen für einen Neubau an einem neuen Standort unweit des Bahnhofes. Am 1. Oktober 1910 erfolgte der erste Spatenstich für das neue Werk am Fuß des Drachenbergs. Für das 140 550 m² große Plateau mussten 245 000 m³ Erde bewegt und abgetragen werden. Es entstand neben der Lokhalle, einer Gießerei, der Wagenhalle, den Werkstätten, der Berufsschule und der Kantine auch eine Badeanstalt.
Am 2. März 1914 wurde das Werk mit anfangs 490 Beschäftigten in Betrieb genommen. Die Eröffnungsfeier fand im Beisein zahlreicher Prominenz in der damaligen Lokhalle und der heutigen Kesselschmiede statt. Die Anzahl der Beschäftigten stieg bereits nach wenigen Wochen auf 800 und erhöhte sich bis 1918 auf 2.200. Gewartet und repariert wurden überwiegend Lokomotiven und Personenwagen der Preußischen Staatseisenbahnen. Nach Auflösung der Länderbahnen betrieb ab 1920 die Deutsche Reichsbahn das Werk unter dem neuen Namen Eisenbahnausbesserungswerk (EAW).

### Reichsbahnausbesserungswerk
1924–1945

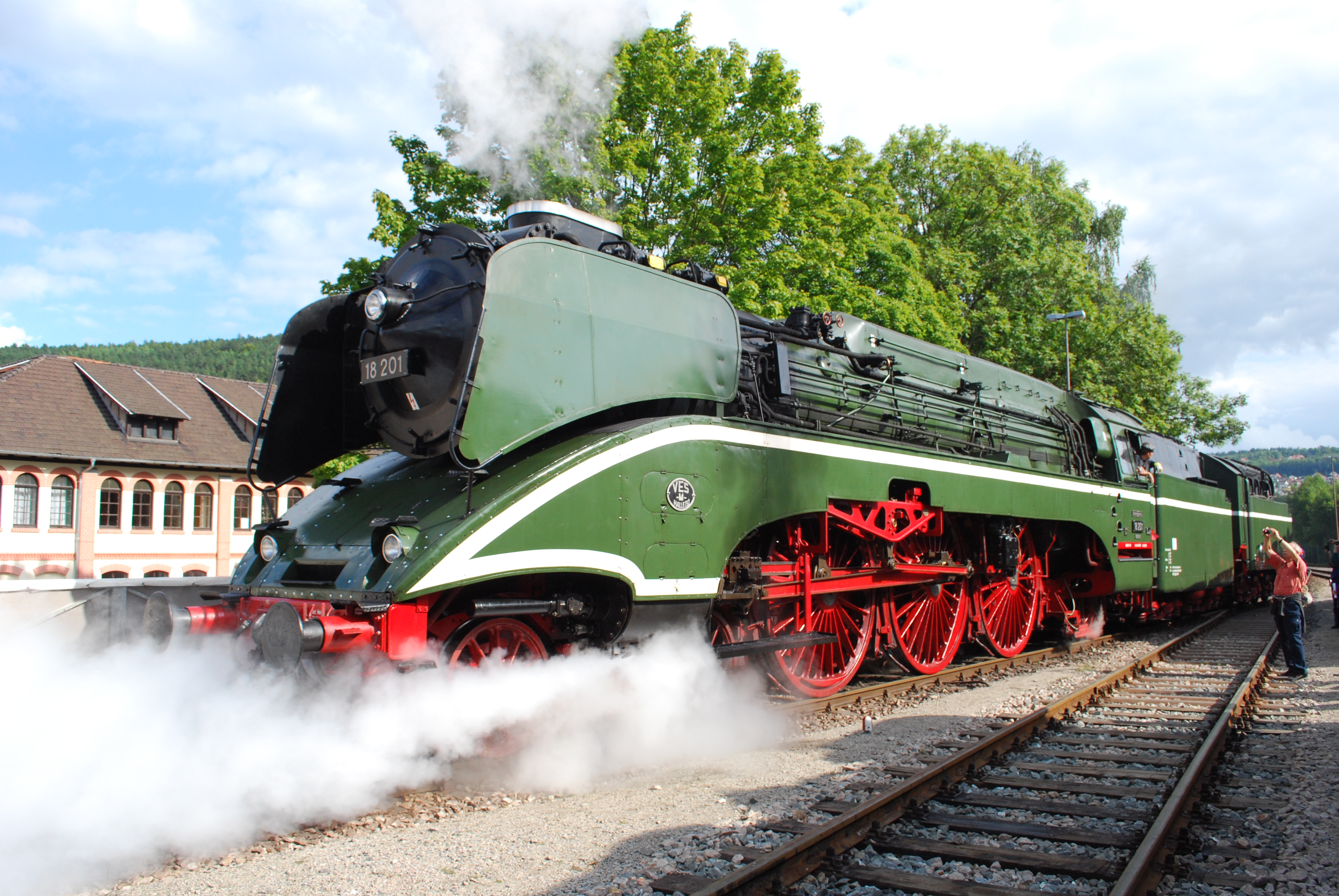
„Geburtsort“ Raw Meiningen: Die 18 201 war zeitweise die schnellste betriebsfähige Dampflokomotive der Welt.

Nach der Gründung der Deutschen Reichsbahn-Gesellschaft 1924 wurde der Betrieb in Reichsbahnausbesserungswerk Meiningen (RAW) umbenannt. Das Werk erfuhr bis 1926 eine Erweiterung, bei der die heutige Lokrichthalle mit 28 Ständen, zwei Krananlagen und das Anheizhaus als Ringlokschuppen mit Drehscheibe errichtet wurden. Ab 1925 reparierten und erhielten die Eisenbahner hier die neuen Einheitsdampflokomotiven, überwiegend die der schweren Baureihen 01, 02, 43 und 44. 1927 gab man die Sparte Personenwagen an das RAW Gotha ab, was 500 Arbeitsplätze kostete. In der Wagenhalle (nun Tenderhalle) wurden fortan Tender instand gesetzt. In den 1930er Jahren wurden im Monatsdurchschnitt 59 Lokomotiven aufgearbeitet. Von 1936 bis 1939 entstand für die Eisenbahner am Hang des Drachenberges direkt neben dem Werk eine überwiegend aus Doppelhäusern bestehende Reichsbahnsiedlung und neben der Tenderhalle ein Freibad.
Während des Zweiten Weltkrieges stieg die Anzahl der instand gesetzten Fahrzeuge auf 87 im Monat an. Ab 1942 kamen auch die Kriegslokomotiven der Baureihe 52 sowie die Schnellzuglokomotiven von Adolf Hitlers Führersonderzug hinzu. Zu dieser Zeit waren bis zu 2468 Mitarbeiter im Werk beschäftigt. Wegen seiner kriegswichtigen Funktion war das RAW Meiningen seit 1944 als mögliches Ziel für Bombardierungen vorgesehen. Es blieb aber von Luftangriffen verschont, was es wohl der direkten Nachbarschaft der auch für die Alliierten bedeutenden OKW-Abteilungen Wehrmachtsauskunftstelle (WAst) und Wehrmachtverlustwesen (WVW) zu verdanken hatte. Am 6. April 1945 besetzte die United States Army das Werk im Rahmen der Einnahme der Stadt Meiningen.
1945–1994
Bereits am 23. April nahmen rund 400 Beschäftigte ihre Arbeit wieder auf. Bis Ende August 1945 stieg die Zahl der Mitarbeiter wieder auf 2.638 an. Auf Anordnung der SMAD wurde am 1. September 1945 das RAW in einen Volkseigenen Betrieb (VEB) unter Leitung von Direktor Oskar Lipp umgewandelt. 1948 erhielt das Werk ein Betriebsambulatorium mit Arzt und Zahnarzt. Die zweitausendste fertiggestellte Lokomotive nach Kriegsende verließ am 1. Mai 1949 das Werk. 1951 starben bei einem schweren Kesselzerknall einer Lok der Baureihe 95.66 im Anheizhaus zehn Beschäftigte sowie eine Passantin auf einer nahe gelegenen Straße. Der Kessel flog rund 150 m bis in den Garten des benachbarten Georgenkrankenhauses. Mit rund 3000 erreichte die Mitarbeiterzahl Anfang der 1950er Jahre ihren Höchststand. Seit etwa 1950 verwendete die Deutsche Reichsbahn für die Dienststellenabkürzungen Kleinbuchstaben, damit wurde aus RAW Raw.
1952 übernahm der erst 27-jährige Helmut Scholz die Werkführung, bis er 1958 in das Verkehrsministerium der DDR berufen wurde. Nach seinem plötzlichen Tod infolge eines Autounfalls im Jahr 1967 erhielt das Raw 1969 den erweiterten Namen „Reichsbahnausbesserungswerk Helmut Scholz“. In den 1950er Jahren wurden für die Belegschaft ein Betriebsferienheim und ein Betriebsferienlager in Bansin an der Ostsee, ein Kindergarten, ein Kulturhaus und ein Lehrlingswohnheim erbaut oder eingerichtet.
Von 1958 bis 1966 und 1969 bis 1972 baute man im Raw Dampflokomotiven verschiedener Baureihen zu Rekoloks um. Dazu gehörte die noch heute betriebsfähige Schnellfahrlokomotive 18 201, die 1961 aus dem Rahmen und Triebwerk der ehemaligen Stromlinienlokomotive 61 002, dem Schlepptender der 44 468 und Teilen der H 45 024 und einer Lokomotive der DR-Baureihe 41 entstand und einen Neubaukessel erhielt. Diese Lokomotive erreicht eine Geschwindigkeit von 180 km/h und war zeitweise die schnellste betriebsfähige Dampflokomotive der Welt. In den 1960er Jahren begann der Neubau von Schneepflügen für die Deutsche Reichsbahn, wie beispielsweise dem Schneepflug Bauart Meiningen und der Umbau von Dampflokomotiven auf Ölfeuerung. Die Zahl der Beschäftigten pendelte sich auf rund 2000 ein. Ab 1976 kam die Aufarbeitung von sogenannten Schienenbussen, den Leichtverbrennungstriebwagen (LVT) der Baureihen 171 und 172 hinzu.

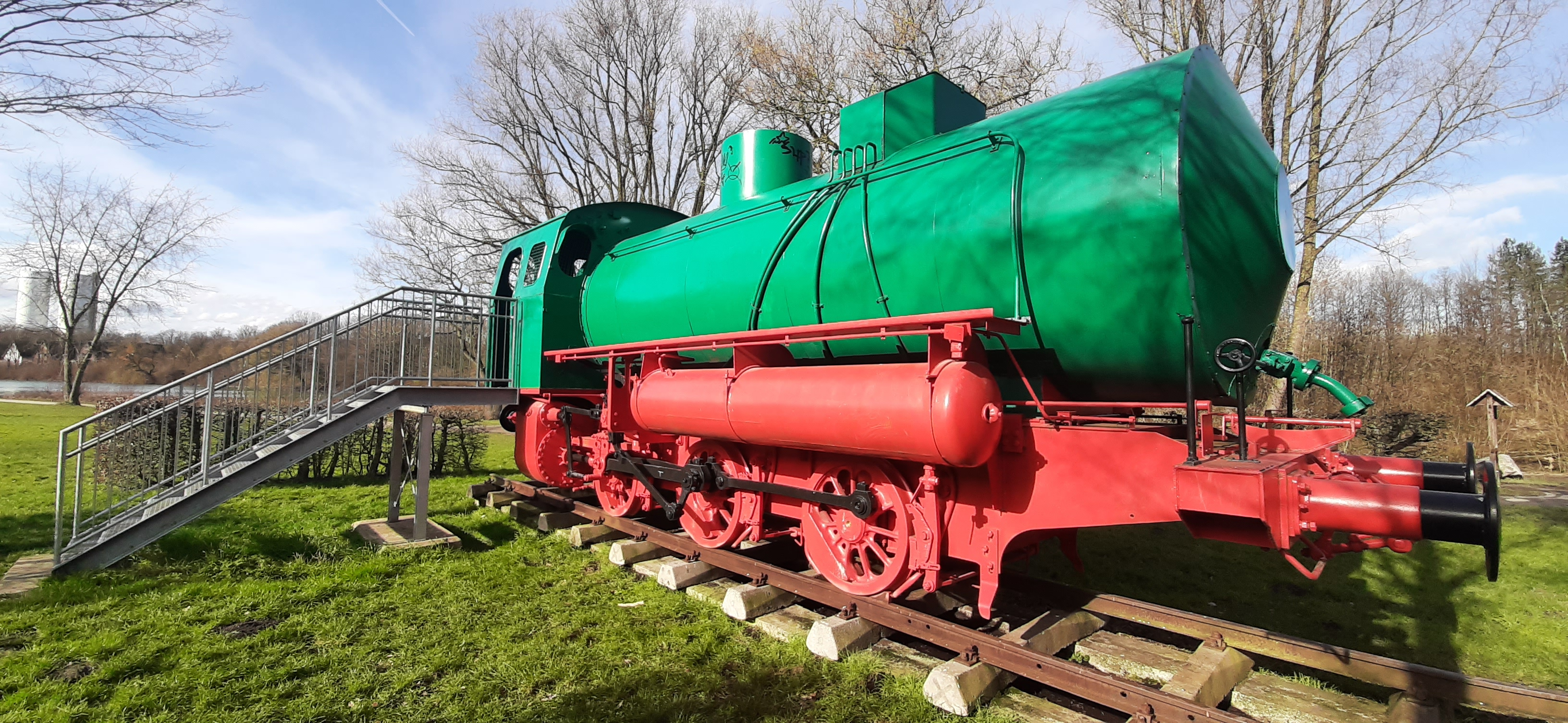
Dampfspeicherlokomotive mit der Fabriknummer 03 057 aus dem Jahr 1985, heute Phoenix Aktivpark in Beckum

Durch die Ölkrise erlebte das Raw in den 1980er Jahren nochmals einen Aufschwung. So kamen nun Lokomotiven zum Rückbau von Öl- auf Rostfeuerung in das Ausbesserungswerk, zum Beispiel 1982 die 44 1093.
Auch der Umbau von Lokomotiven der Baureihen 41, 44, 50 und 52 zu Dampfspendern wurde hier durchgeführt. Ab 1984 kamen der Neubau von Dampfspeicherlokomotiven und S- und U-Bahn-Drehgestellen hinzu, während die Reparatur von Dampflokomotiven stetig zurückging. Die Zahl der Mitarbeiter sank bis 1989 durch Umstrukturierungen bei der Reichsbahn allmählich auf 1400 ab. Nach der politischen Wende 89/90 stieg die Anzahl der zu restaurierenden und aufzuarbeitenden Dampflokomotiven wieder stark an. Nach der Fusion der Deutschen Bundesbahn (DB) und der Deutschen Reichsbahn (DR) 1994 zur Deutschen Bahn AG (DB AG) erfolgte ein weiterer drastischer Personalabbau.

### Dampflokwerk

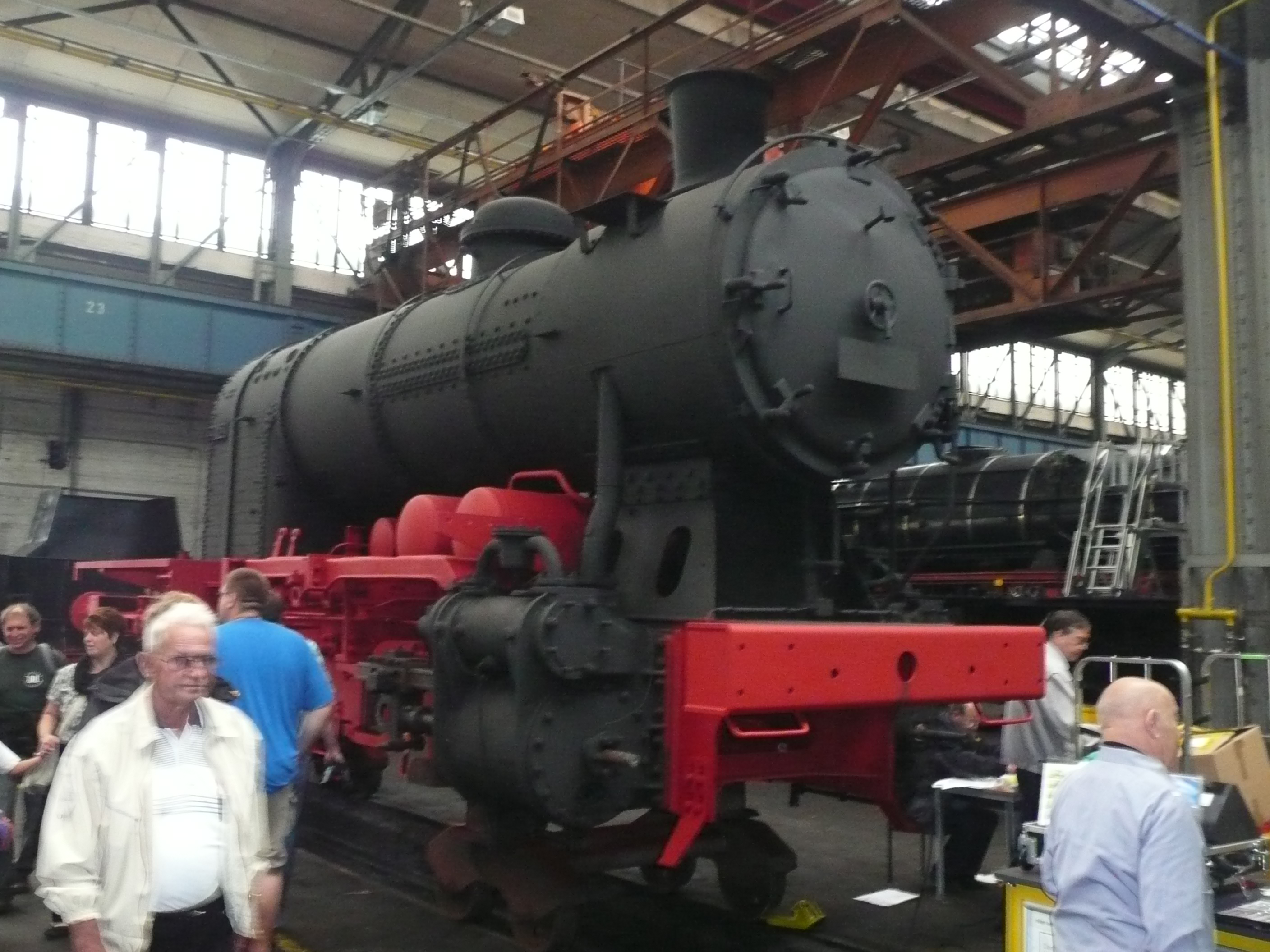
Krauss-Maffei D 16 Nr. 17575 (2014)

1997 änderte die Deutsche Bahn den Namen des Werkes in „Dampflokwerk Meiningen“ (DLW) um. Das DLW entwickelte sich fortan zu einem europaweit tätigen Spezialisten für die Aufarbeitung von Dampflokomotiven aller Art, zu dessen Kundschaft neben den Eisenbahngesellschaften auch Technikmuseen und Eisenbahn-Traditionsvereine gehören. Aufgrund dieser und weiterer Strukturänderungen wurden in den 1990er Jahren die nicht mehr benötigte Tenderhalle und eine Reihe von Werkstätten im Nordteil des Werkgeländes stillgelegt.
Die ehemalige Denkmallokomotive 012 102 der DB aus Bebra wurde ab 1994 wieder mit einer Stromlinienverkleidung ausgerüstet, aus Gründen der besseren Zugänglichkeit des Triebwerkes im Zustand von 1941 mit im Bereich der Kuppelradsätze bis auf Höhe der Radsatzwellen zurückgeschnittenen Seitenschürzen, als 01 1102 vom DLW aufgebaut und am 1. März 1996 an die Eigentümerfamilie Johannes Klings und deren EVU betriebsfähig ausgeliefert. Unter anderem fertigten die Lokwerker die Stromlinienverkleidung nach den Originalplänen von 1941 in Handarbeit an. Die Lok gilt als Aushängeschild für die Qualität und Fertigungsmöglichkeiten des Dampflokwerk Meiningen. Ebenfalls 1996 fand die Aufarbeitung der damals größten betriebsfähigen Dampflokomotive Europas, der französischen 241-A-65, statt. 2002 wurde die auch hier in dieser Form erbaute 18 201 noch einmal komplett überholt und dem neuen Eigentümer Dampf-Plus übergeben.

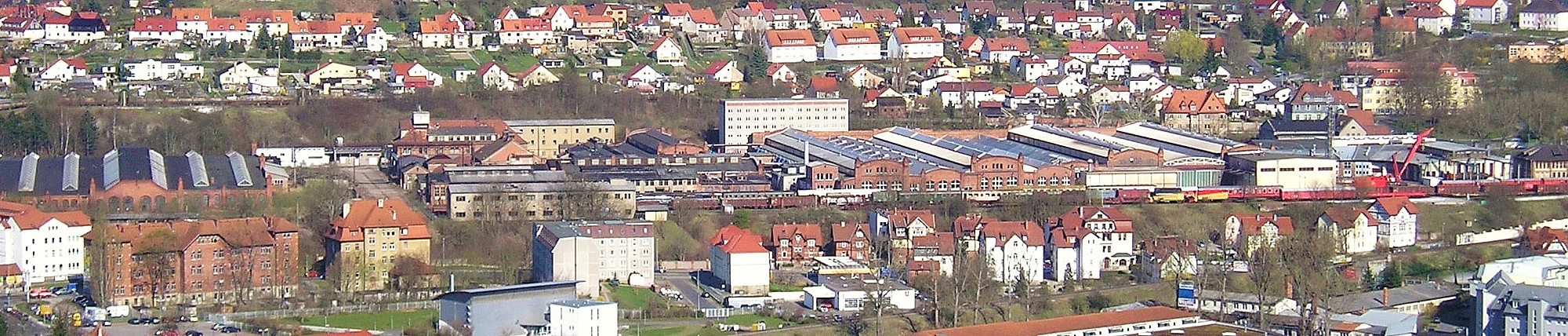
Blick auf das Werk (Mitte) von Westen, oben die Reichsbahnsiedlung

Im Juni 2006 wurde der Neubaukessel für die Lokomotive 60163 Tornado abgeliefert, ein Nachbau der britischen Klasse A1 aus der Zeit nach dem Zweiten Weltkrieg, der sich durch seine konische Bauform auszeichnet.
Seit 2006 ist das DLW für die Instandsetzung und Wartung aller Eisenbahndrehkräne der DB AG zuständig. Von April bis Oktober 2007 wurden in Meiningen der 1935 entstandene Nachbau des Adler und zwei Personenwagen, die bei einem Brand im Depot des Verkehrsmuseums (Ringlokschuppen des Bahnbetriebswerks Nürnberg West) am 17. Oktober 2005 schwer beschädigt worden waren, wieder neu aufgebaut.
2008/9 baute das DLW die Schmalspurdampflokomotive 99 2324 für die Mecklenburgische Bäderbahn Molli. Dies war nicht nur der erste Neubau einer Dampflokomotive nach einer Serie von Dampfspeicherlokomotiven in den 1980er Jahren, sondern auch der erste Neubau einer Lokomotive in einem Werk der Bahn AG. Als nächster Neubau wurde in Meiningen die Sächsische I K 54 endmontiert.
Das Dampflokwerk Meiningen erhielt im Juni 2009 einen Auftrag der australischen „Rail Corporation New South Wales“ für den Bau eines neuen Kessel für die Schnellzugdampflokomotive „3801“ (Typ: New South Wales C38 class locomotive) zu bauen. Der in konischer Bauform gefertigte Kessel ist eine Schweißkonstruktion und weicht somit von der ursprünglichen Bauweise des Kessels der 1943 in Dienst gestellten Lokomotive ab. Im Herbst 2010 wurde der Großkessel nach Australien verschifft. Aufgrund mangelhafter Ausführung, u. a. nach australischen Normen unterdimensionierter Stehbolzen, wurde der Kessel 2011 nach Meiningen zurückgebracht und als Garantieleistung nachgebessert. Seit Ende 2014 ist der Neubaukessel wieder in Sydney. Die Lokomotive wurde Anfang Oktober 2020 in Betrieb genommen.
Das Dampflokwerk hat rund 150 Beschäftigte (2023) und ist ein Anziehungspunkt für viele Dampflokbegeisterte.

## Produkte
Das Meininger Dampflokwerk kann Schienenfahrzeuge aller Spurweiten aufnehmen. Das Geschäftsfeld umfasst folgende Produktgruppen:
- Dampflokomotiven-Instandsetzung, vereinzelte Rekonstruktionen und Neubaulokomotiven.
- Komponentenfertigung: unter anderem Radsätze, Rahmen, Kessel, Dampfzylinder.
- Schneeräumtechnik, zuständig für alle 47 Schneeschleudern und Schneepflüge der DB.
- Historische Güterwagen und Reisezugwagen, Aufarbeitung und Instandhaltung insbesondere von Schmalspurwagen.
- Eisenbahndrehkräne, zuständig für sämtliche Kräne der Deutschen Bahn.
- Ferner werden vereinzelt Diesel- und elektrische Lokomotiven aufgearbeitet.

Produkt-Chronologie (Auswahl)
- Bis 1924 wurden vorwiegend Schienenfahrzeuge der Preußischen Staatseisenbahnen instand gesetzt.
- Ab 1925 war das Werk für die Einheitslokomotiven der Baureihen 01, 02, 43 und 44 sowie für die Lokomotiven der Baureihen 39 und 95 zuständig.
- 1937–1942: Umbau aller Dampflokomotiven der Baureihe 02 zur Baureihe 01.
- Ab 1942: Erhaltung der Kriegslokomotiven der Baureihe 52.
- 1961: Bau der Schnellfahrlokomotive 18 201.
- 1961–1972: Umbau von 167 Lokomotiven auf Ölhauptfeuerung.
- Ab Mitte der 1960er Jahre: Neubau von Schneepflügen der Bauarten Meiningen und Meiningen W.
- 1976–1980: Instandhaltung von Schienenbussen der LVT-Baureihen 171 und 172.
- Ab 1981: Instandsetzung von Staubgutbehälterwagen der Gattungen Uc-v und Ucs-v (Behälterwagen für Zement und Kalk).
- 1984–1988: Neubau von 202 Dampfspeicherlokomotiven des Typs FLC.
- 1988–1992: Neubau von Drehgestellen für die Berliner S-Bahn.
- 1994–1996: Die als „Blue-Lady“ bekannte Stromlinienlokomotive 01 1102 wurde betriebsfähig aufgearbeitet und wieder mit einer Stromlinienverkleidung versehen.
- 2001: Die Museumslokomotive 03 002 (ehemals Dampfspender) erhält nach dem Vorbild der 03 193 eine weinrote Stromlinienverkleidung.
- 2002: Neubaukessel für die luxemburgische Lokomotive 5519 (ursprünglich eine Maschine der DR-Baureihe 42).
- 2006: Im Auftrag der A1 Steam Locomotive Trust Fertigung des Neubaukessels für die britische 60163 Tornado, ein Nachbau der LNER-Klasse A1.
- 2007: Wiederaufbau der durch einen Brand zerstörten Lokomotive ADLER.
- 2008: Hauptuntersuchung der Saxonia.
- 2008/2009: Neubau der Schmalspurdampflokomotive 99 2324 für die Mecklenburgische Bäderbahn Molli.
- 2009: Neubau der Lokomotive IK Nr. 54 für den Verein Sächsischer Schmalspurbahnen Dresden.
- 2010: Fertigung des Neubaukessels für die australische Schnellzugdampflokomotive 3801 (Auftraggeber: New South Wales Government Railways).
- 2011/2012: Neubau eines Ersatzkessels und Generalsanierung mit HU der 01 150.
- 2013/2014: äußerlicher Wiederaufbau der durch den Brand zerstörten E7509 II, Hauptuntersuchung an der 99 4652 mit Fertigung eines neuen Rahmens, betriebsfähige Wiederaufarbeitung der elsässischen T3 aus dem Jahr 1886.
- 2015–2017: Elektrische Güterzuglokomotive Ce 6/8 III 14305 (Krokodil) der Schweizerischen Bundesbahnen (SBB-Historic), Instandsetzung und Aufarbeitung.
- 2018: Schnellzugdampflokomotive 01 509 der Press GmbH, Haupt- und Fahrwerksuntersuchung, sowie Untersuchung der Dampflok AL T3 6114 aus Luxemburg.

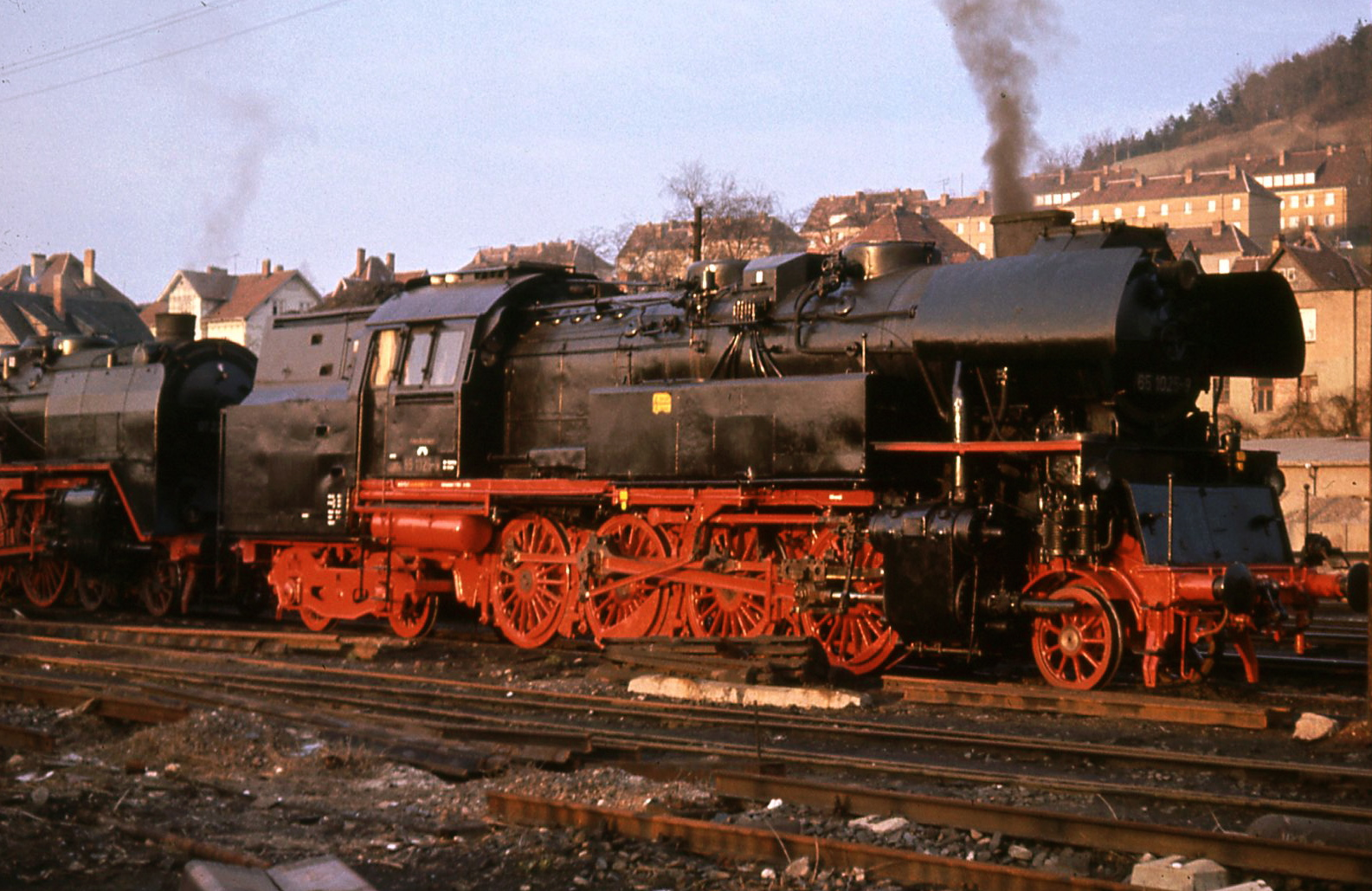
Baureihe 65.10 (1972)
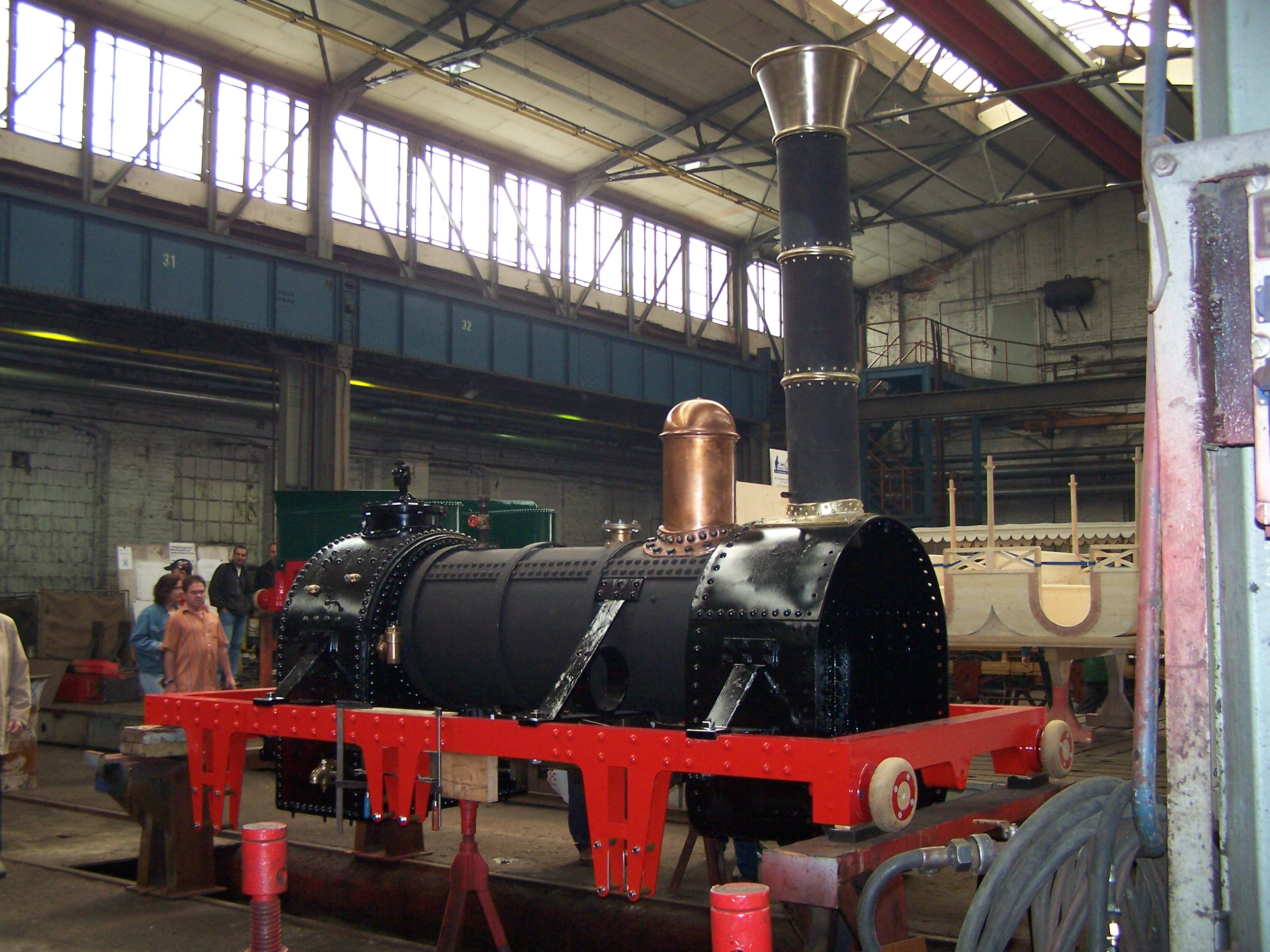
Wiederaufbau der Lokomotive Adler (2007)
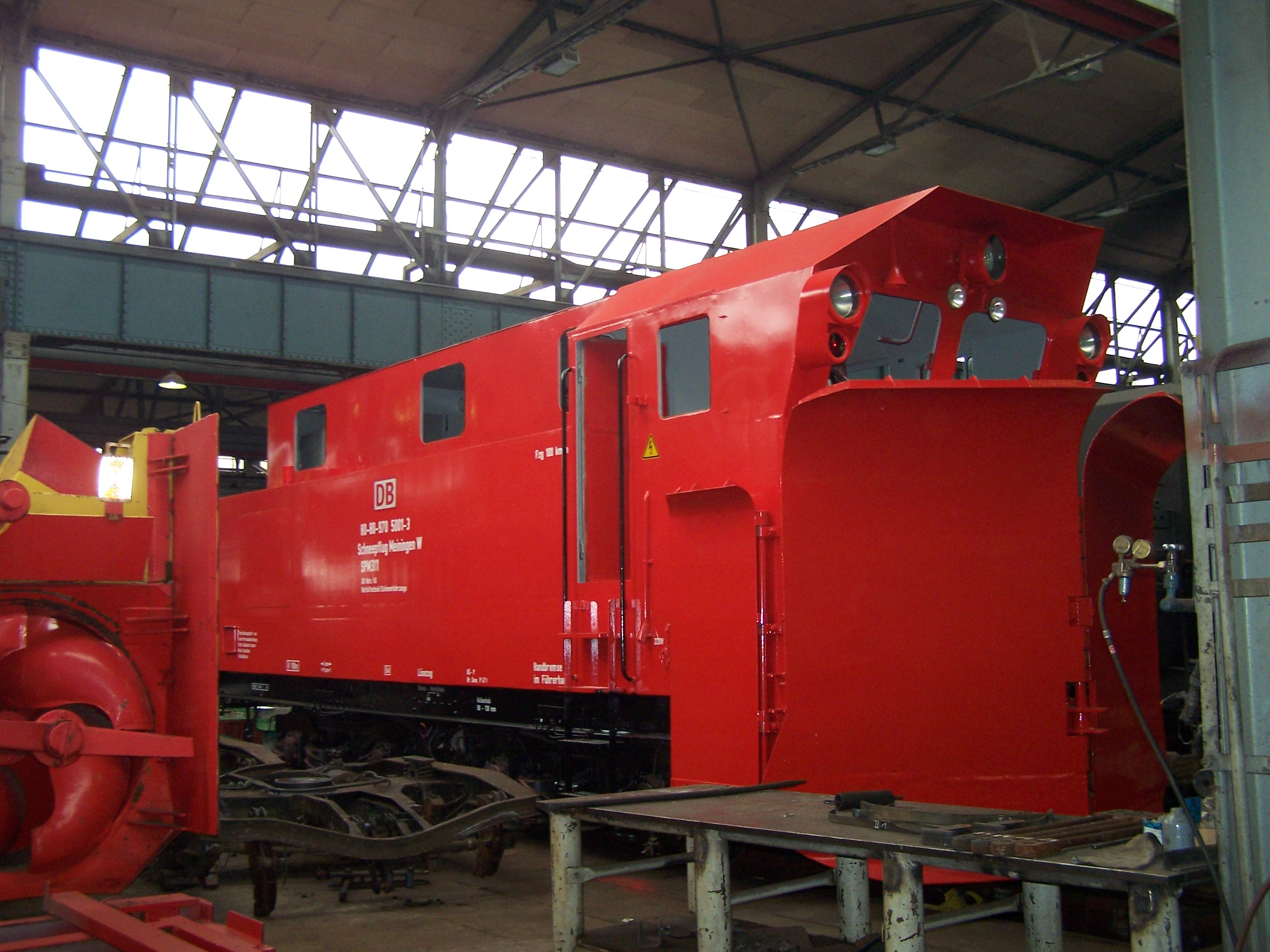
Schneepflug Bauart Meiningen (2007)
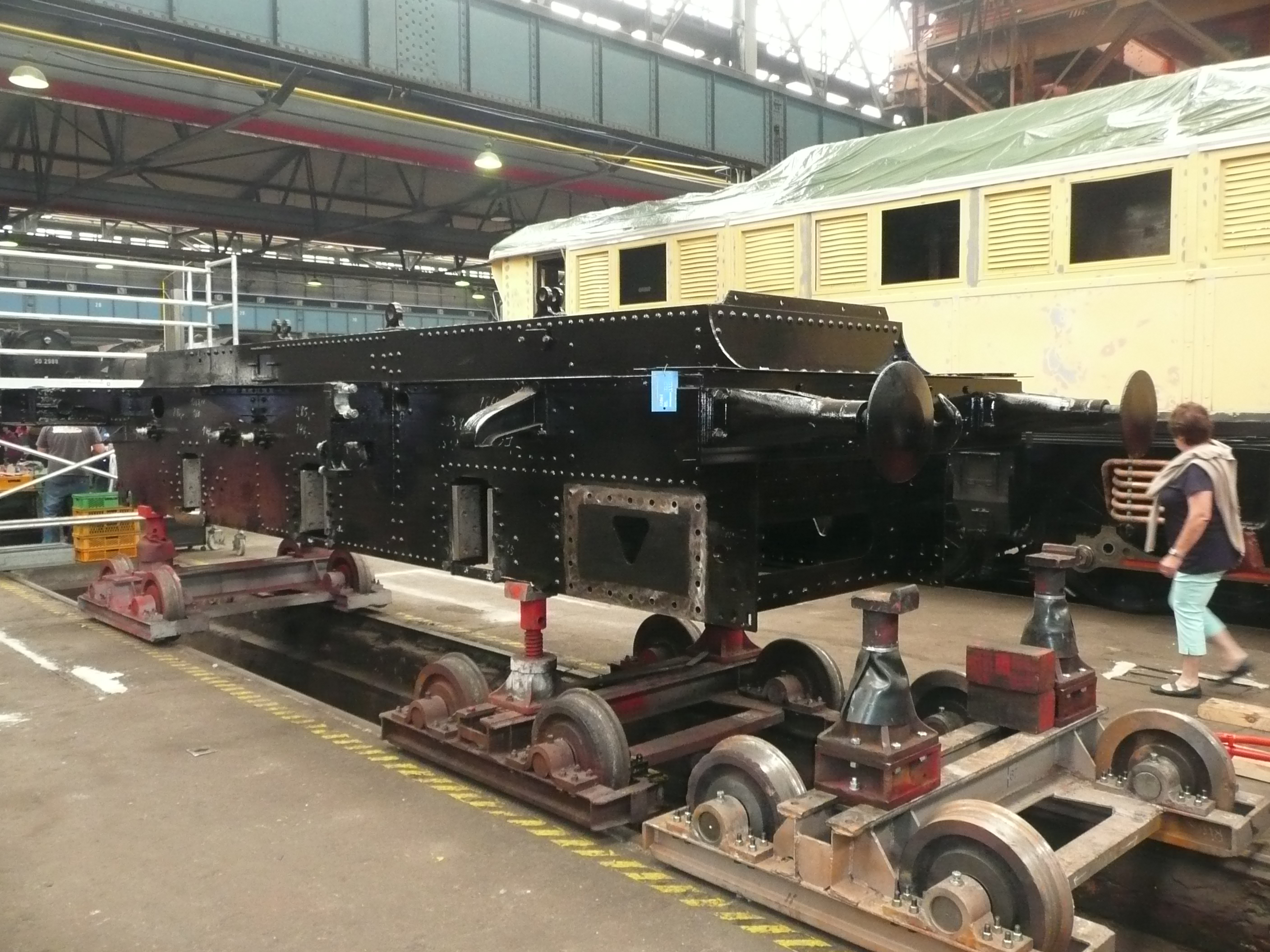
Aufgearbeiteter Rahmen der SBB E 3/3 8485 vor der E 75 09 (2014)
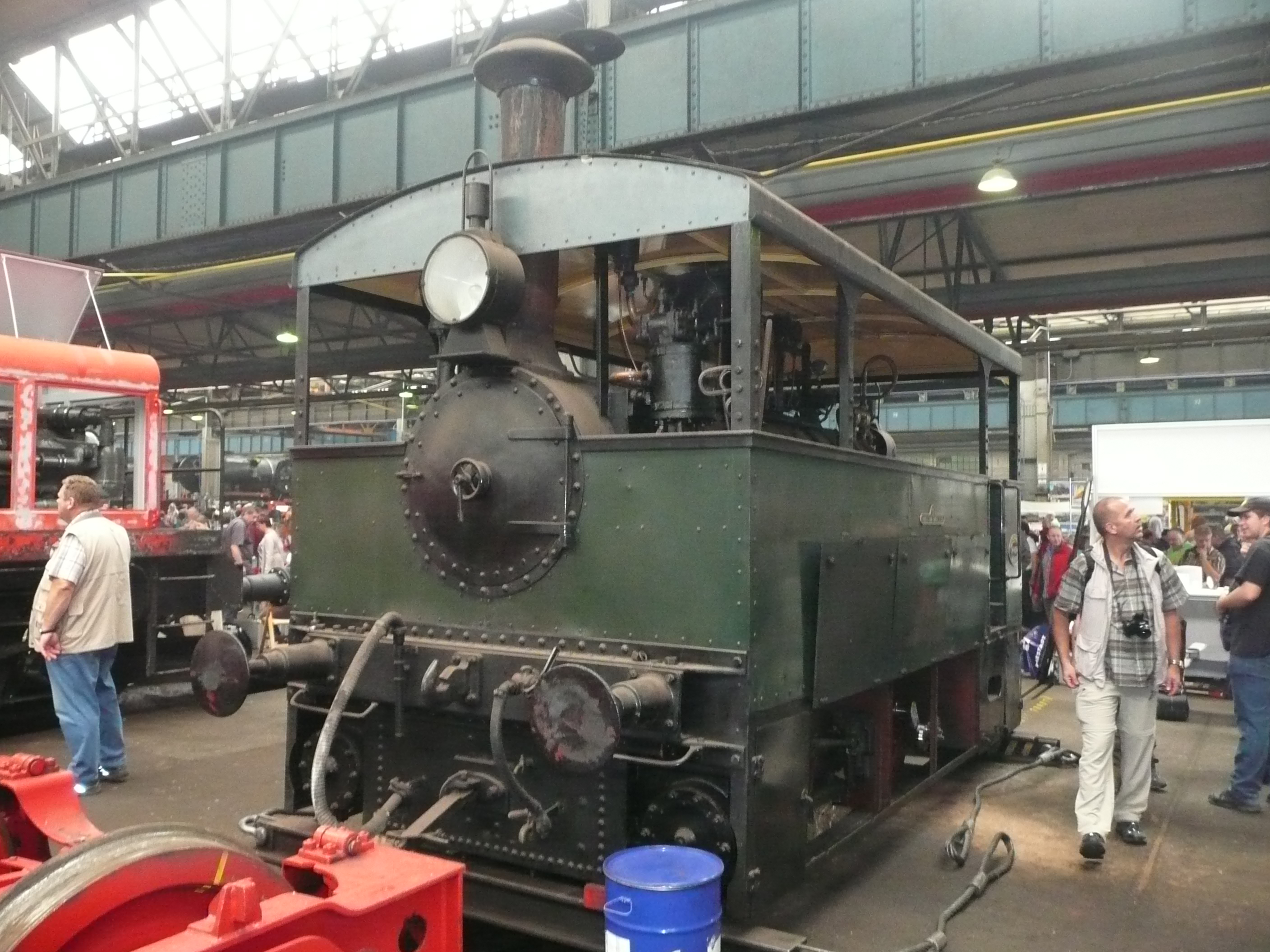
Die „Hellbrunn“ der Museumstramway Mariazell–Erlaufsee zur Radsatzsanierung (2014)

## Spezialmaschinenpark

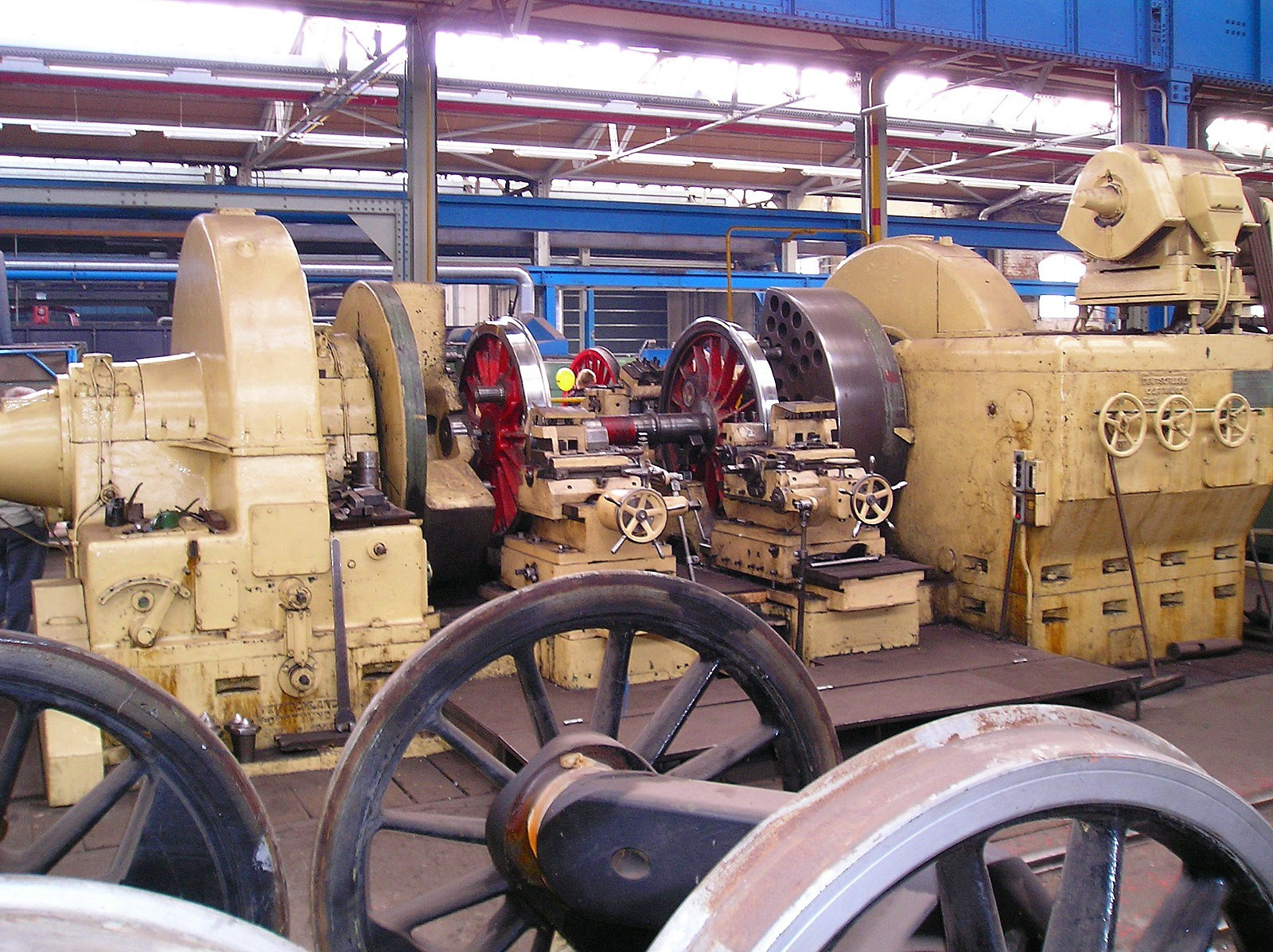
Radsatzdrehbank

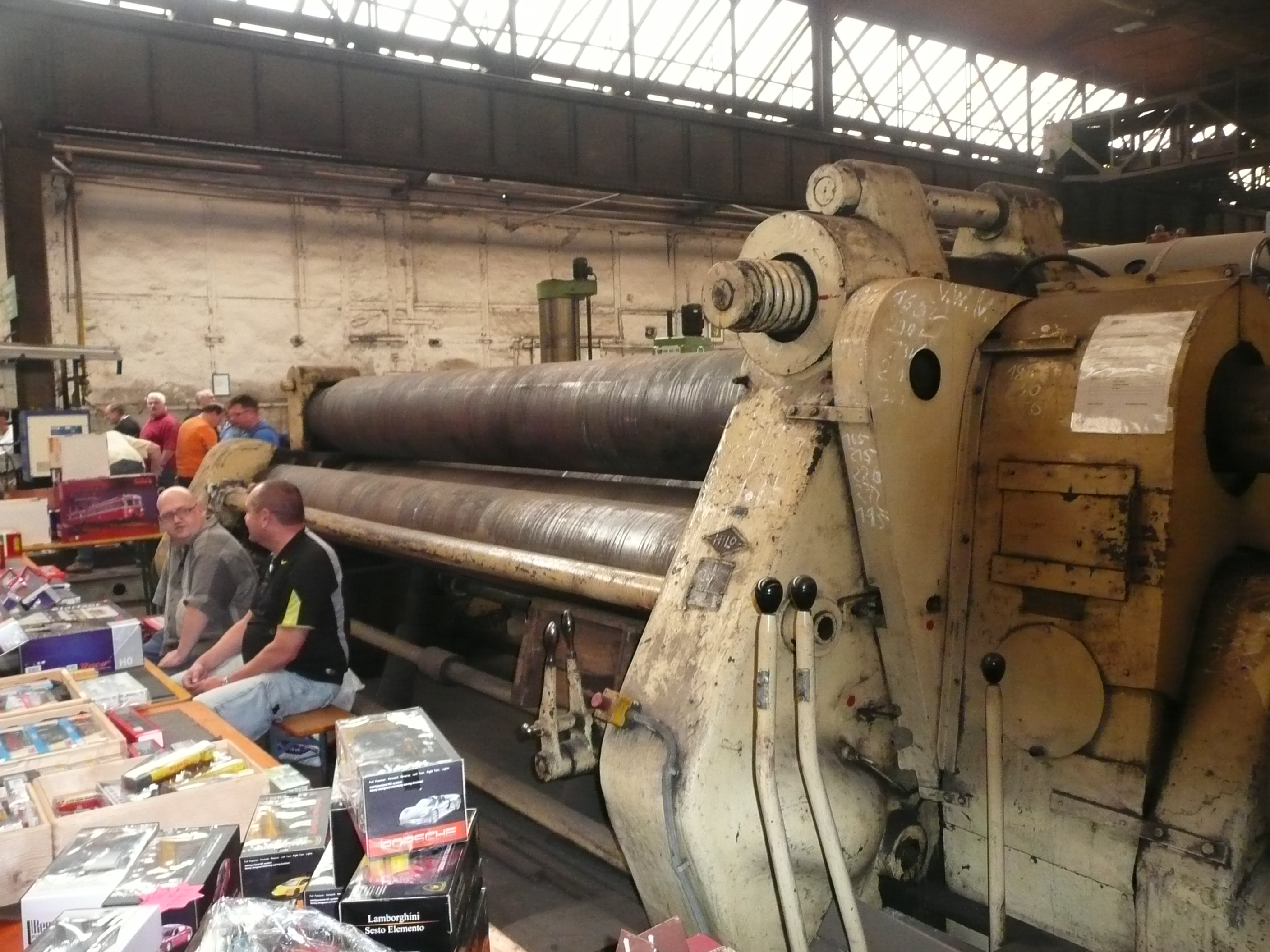
Blecheinwalzmaschine

Das Dampflokwerk verfügt beziehungsweise verfügte über eine Reihe von dampflokomotivtypischen Einzweck-Großmaschinen. Hier ist eine Liste der bedeutendsten, zum Teil noch heute in Betrieb befindlichen Spezialmaschinen.
- Dampf-Schmiedepresse (Banning ca. 1914 – ca. 1989)[12]
- Dampf-Schmiedehammer (Hartmann 1925 – ca. 1989)[13]
- Ausbohrwerk für komplette Stangensätze (Strassmann 1943)
- Radsatzdrehbank (Maschinenfabrik Deutschland 1942, bis 2,1 Meter Durchmesser, siehe Bild)
- Stangenschlossschleifmaschine (Schmalz 1939)
- Schwingenschleifmaschine (Schmalz 1942)
- Mechanischer Radsatzmessstand (AEG 1937)
- Kropfachsschenkelschleifmaschine (Schmalz 1938–1976)
- Kurbelzapfenschleifmaschine (Schmalz 1939)
- Blecheinwalzmaschine (Hilo 1939, bis 20 mm Blechstärke für Kessel, siehe Bild)
- Prägepoliermaschine (Scharmann, Mönchengladbach 1944)

## Veranstaltungen
Seit 1995 finden jährlich am ersten Septemberwochenende die Meininger Dampfloktage statt, die an zwei Tagen von bis zu 15 000 zahlenden Dampflokbegeisterten aus dem In- und Ausland besucht werden. Kinder haben hier freien Eintritt. Etliche von ihnen reisen in abschnittsweise mit Dampflokomotiven bespannten Sonderzügen an.
Im Winterhalbjahr werden jeden ersten und dritten Samstag im Monat und im Sommerhalbjahr jeden Samstag um 10:00 Uhr Führungen durch das Werk angeboten. Eine Führung dauert zirka 1½ Stunden. Anmeldungen sind nicht notwendig. Montag bis Freitag sind Gruppenführungen nach Anmeldung möglich.
Im Sommerhalbjahr finden gelegentlich Konzerte mit der Meininger Hofkapelle und anderen Musikformationen wie die von Axel Zwingenberger in der Lokhalle statt.
Auf dem Werksgelände entstand im ehemaligen Kantinengebäude das interaktive Museum „Dampflok Erlebniswelt“, das ganzjährig dem Besucher umfangreich die Geschichte und Technik von Dampflokomotiven vermittelt sowie Einblicke in die Arbeit der Dampflokwerker ermöglicht. Nach dem Baubeginn Ende 2020 fand die Grundsteinlegung am 4. Oktober 2021 statt. Eröffnet wurde die „Dampflok Erlebniswelt“ am 3. August 2024.

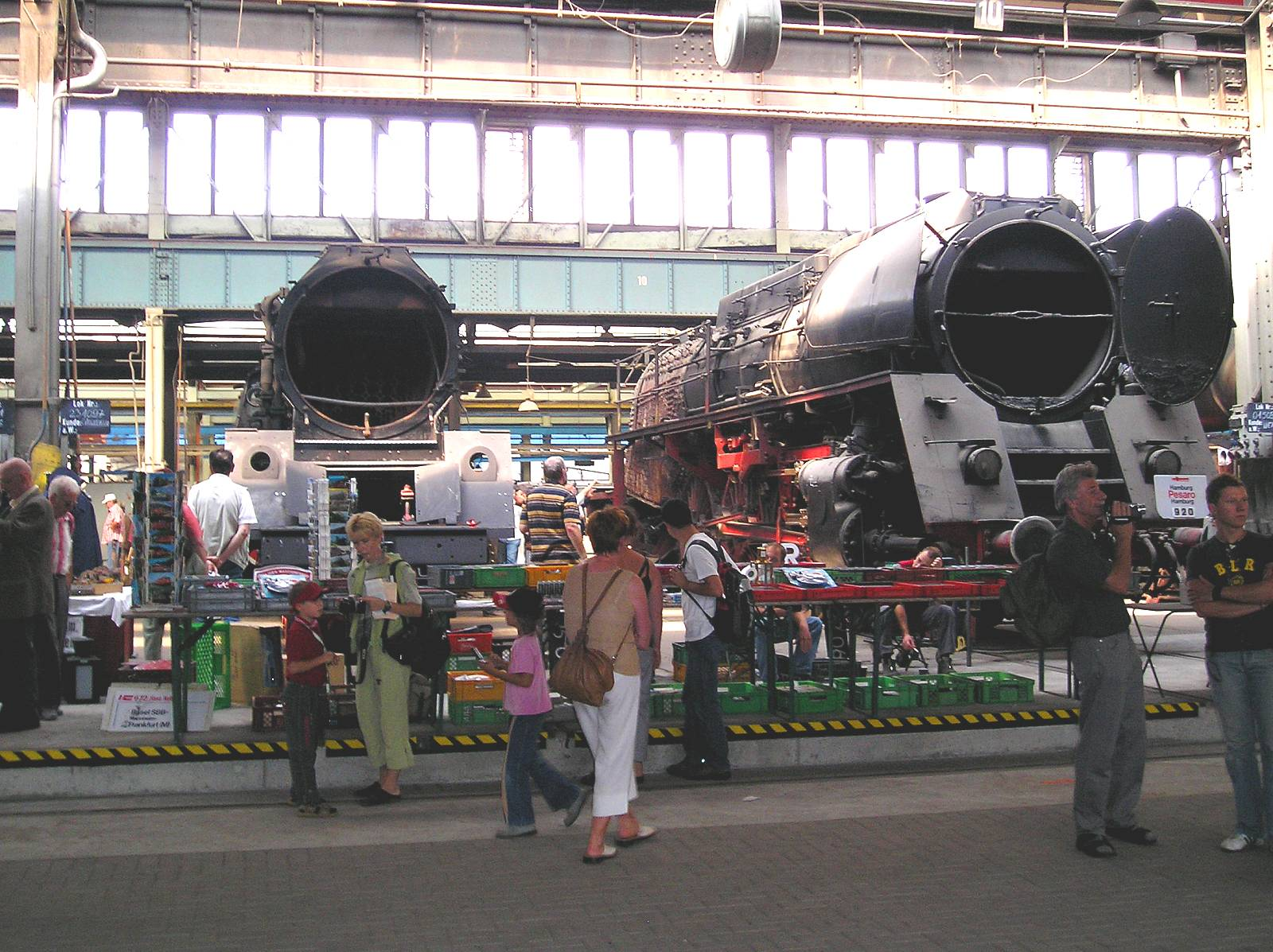
Werkhalle (2005)
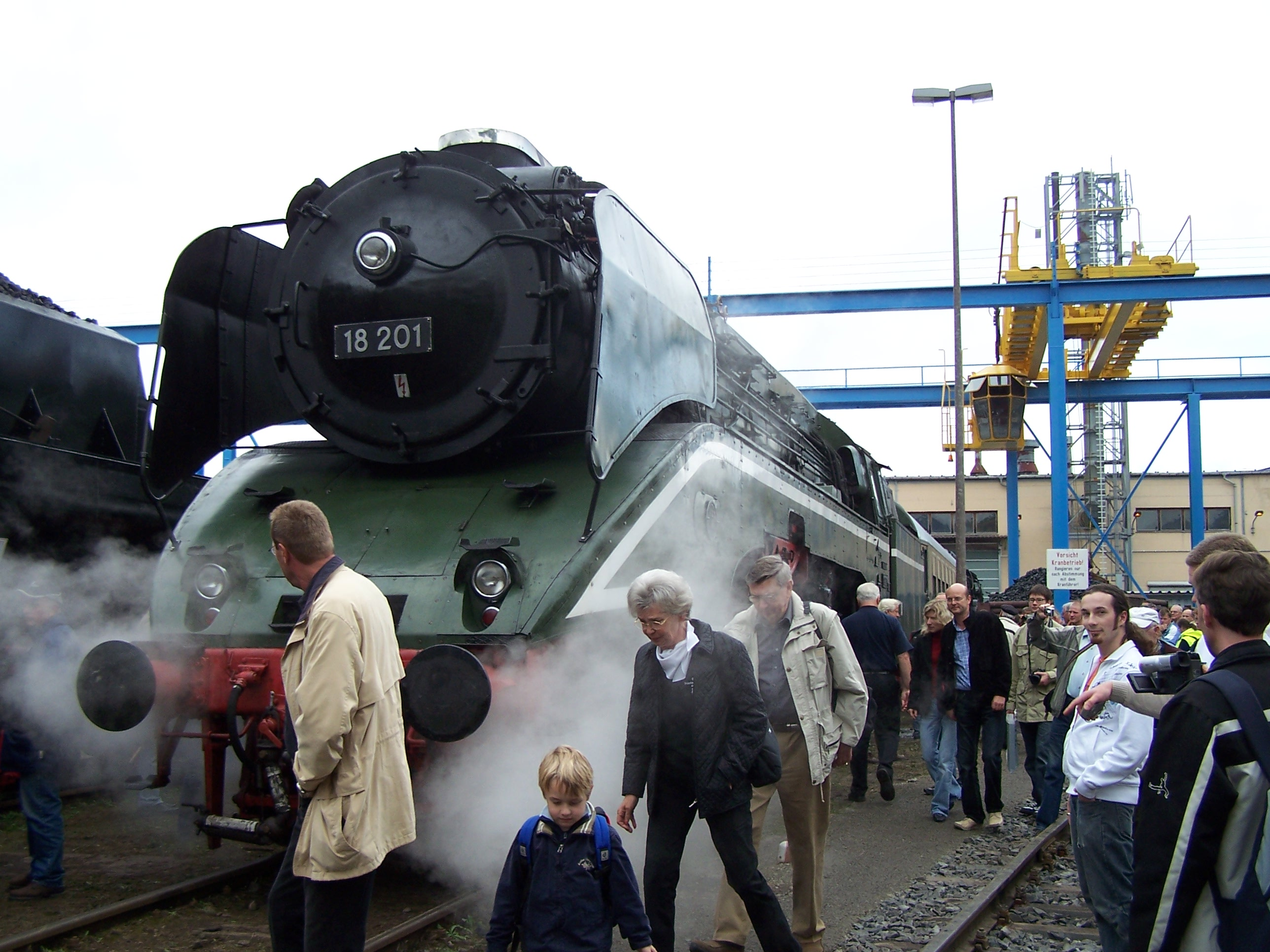
18 201 (2007)
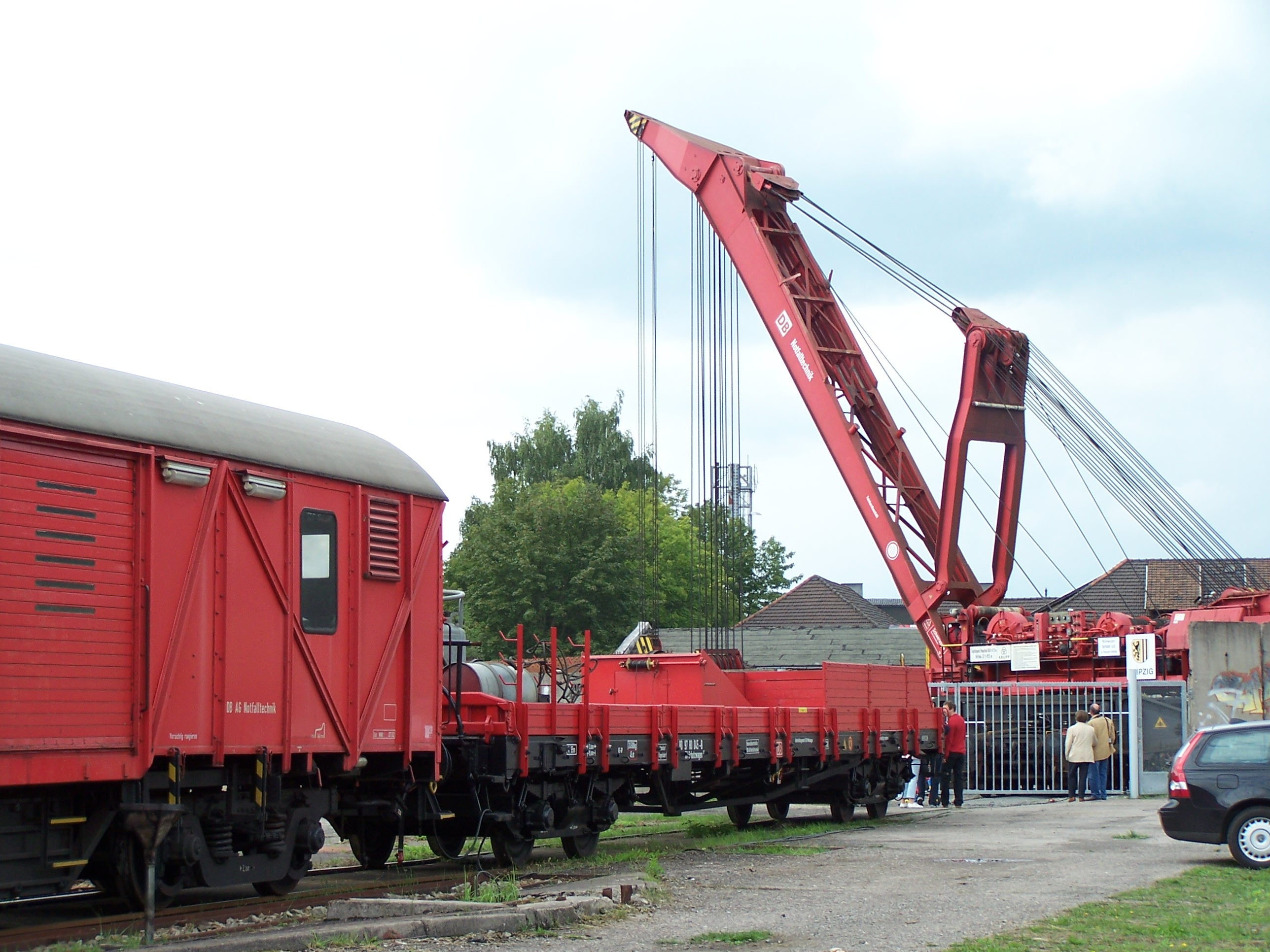
160t-Kran (2007)
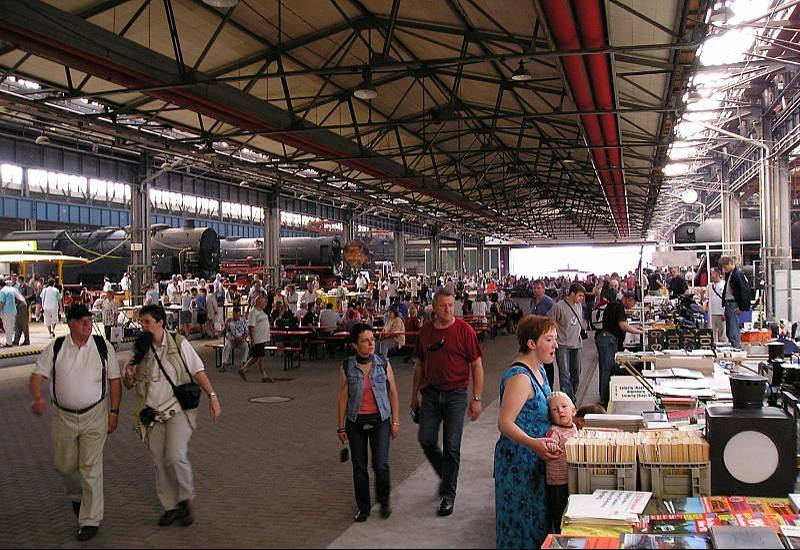
Blick in die Richthalle während der Dampfloktage 2005
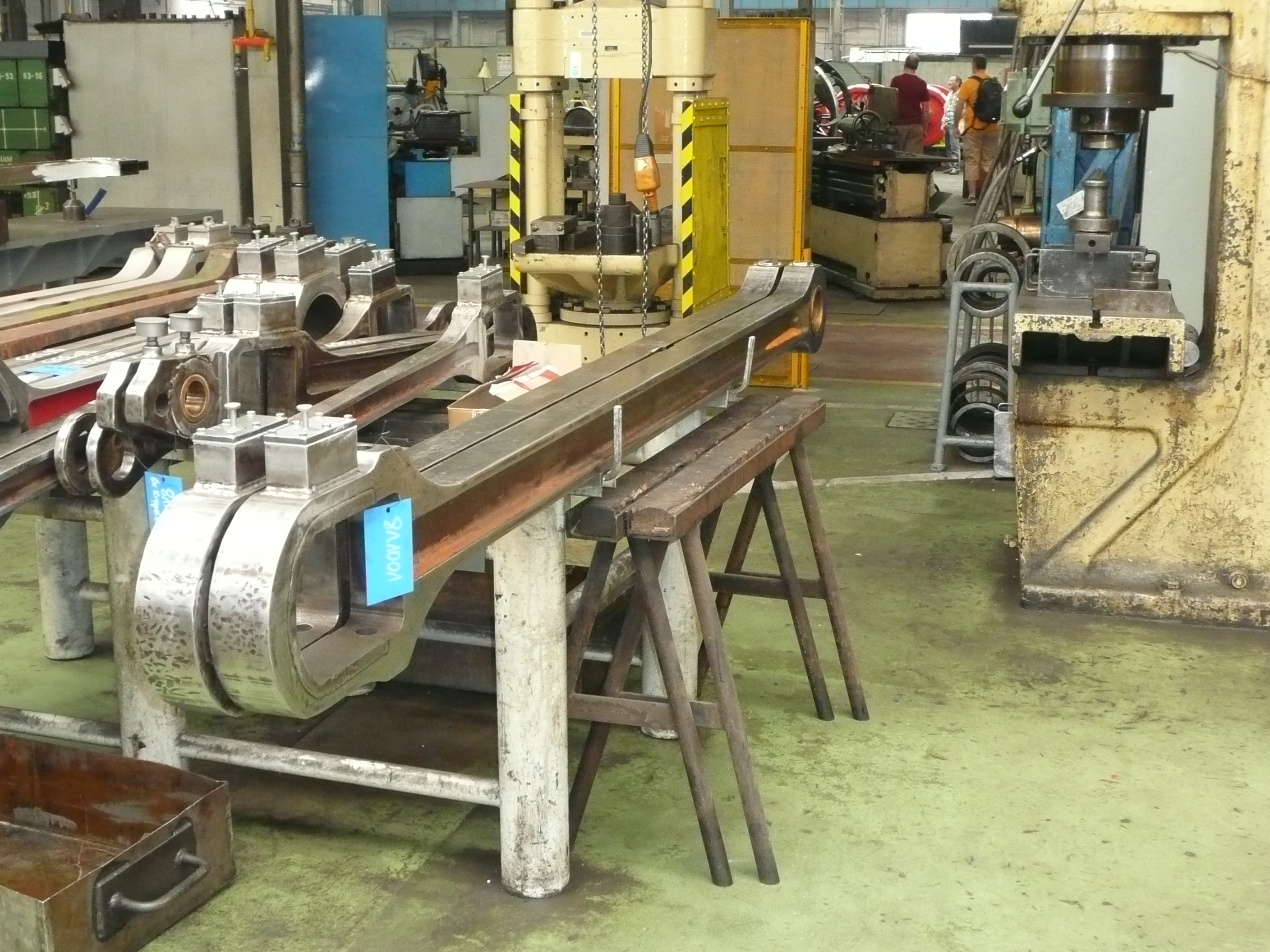
Stangenwerkstatt mit den Treibstangen der 81 1001 (2014)